# 北京四中初中部
北京四中初中部位于北京市西城区教场胡同4号。2004年，北京四中恢复初中招生，2005年与北海中学合并，在原北海中学校址设立了北京四中东校区。
东校区占地面积23008平方米，北临平安大街，东南靠北海公园。

## 歷史沿革
佑貞女子師範是由法國天主教仁愛遣使會1817年創辦，位於今天北京城內西城區教場胡同2、4 號內。清朝乾隆十七年（1752 年）時，乾隆帝在這裡設教場，訓練八旗軍隊。該教場即今盛新中學與佑貞女中舊址所在地。
1923 年在其東側又建了另一棟教學樓，即盛新男中。
1949 年2 月北平解放，當時佑貞女中的一些進步學生組織起來保護學校，向修女做鬥爭，迫使修女離開了學校。
1952 年2 月，盛新男中與佑貞女中合併，改名為和平中學。
1952 年9 月，學校由北京市人民政府正式接管，定名為北京市第四十中學。
1963 年，該校分設為「北京市北海中學」和「北京市第四十中學」。
2004 年，北京四中恢復了初中教育與北海中學合併，在盛新中學與佑貞女中舊址處成立北京四中初中部。從此，盛新中學與佑貞女中舊址成為北京四中初中部的校址。

## 校園景觀

### 盛新中學與佑貞女中
盛新中學與佑貞女中舊址現存教學樓二棟，這兩座建築坐南朝北，樣式相同。立面三段劃分，紅瓦坡屋頂，紅磚清水牆嵌以石料裝飾，比例嚴謹，工藝精緻。禮堂位於兩座教學樓中間，磚木結構，歐洲折衷主義建築風格。此外，盛新男中教學樓與禮堂間有一棟方形建築為醫務室；醫務室南有教場碑一通；男中教學樓南面還有一棟辦公平房。

### 諾貝爾園
諾貝爾園陳列著諾貝爾獎的各個獎項之石碑以及李政道先生的手稿銅雕。

### 實驗樓
實驗樓地上部分分為兩層，有化學實驗室、生物實驗室和物理實驗室。

### 教學樓
這座二層建築坐落於學校的東南一隅，為初一初二教室所在地。

### 教場樓
位於校門西側，一層為學校西食堂，二至四層為初三年級教室。教場樓外立面懸掛北京四中校訓：勤奮、嚴謹、民主、開拓。